# Kaple Panny Marie Líšeňské
Kaple Panny Marie Líšeňské je drobný sakrální objekt v Brně, v městské části Brno-Líšeň. Byla postavena v roce 1868 a byla zasvěcena Panně Marii. Od roku 1964 je památkově chráněna. Stojí mezi domy v dolní části Ondráčkovy ulice, v prostoru bývalé osady Kůlna.

## Vzhled kapličky
Kaplička byla postavena v roce 1868 a je zasvěcená Panně Marii. Skrývá se mezi domy s čísly orientačními 102 a 104 na Ondráčkově ulici. Od cesty je oddělená plůtkem, vede k ní několik schodů. Kaplička má střechu se zvonicí a křížkem. Vevnitř nalezneme sošku Panny Marie a nad vstupem je nápis s textem: „KE CTI A CHVÁLE PANNY MARIE LÍŠEŇSKÉ VĚNOVALI DOBRODINCI“.

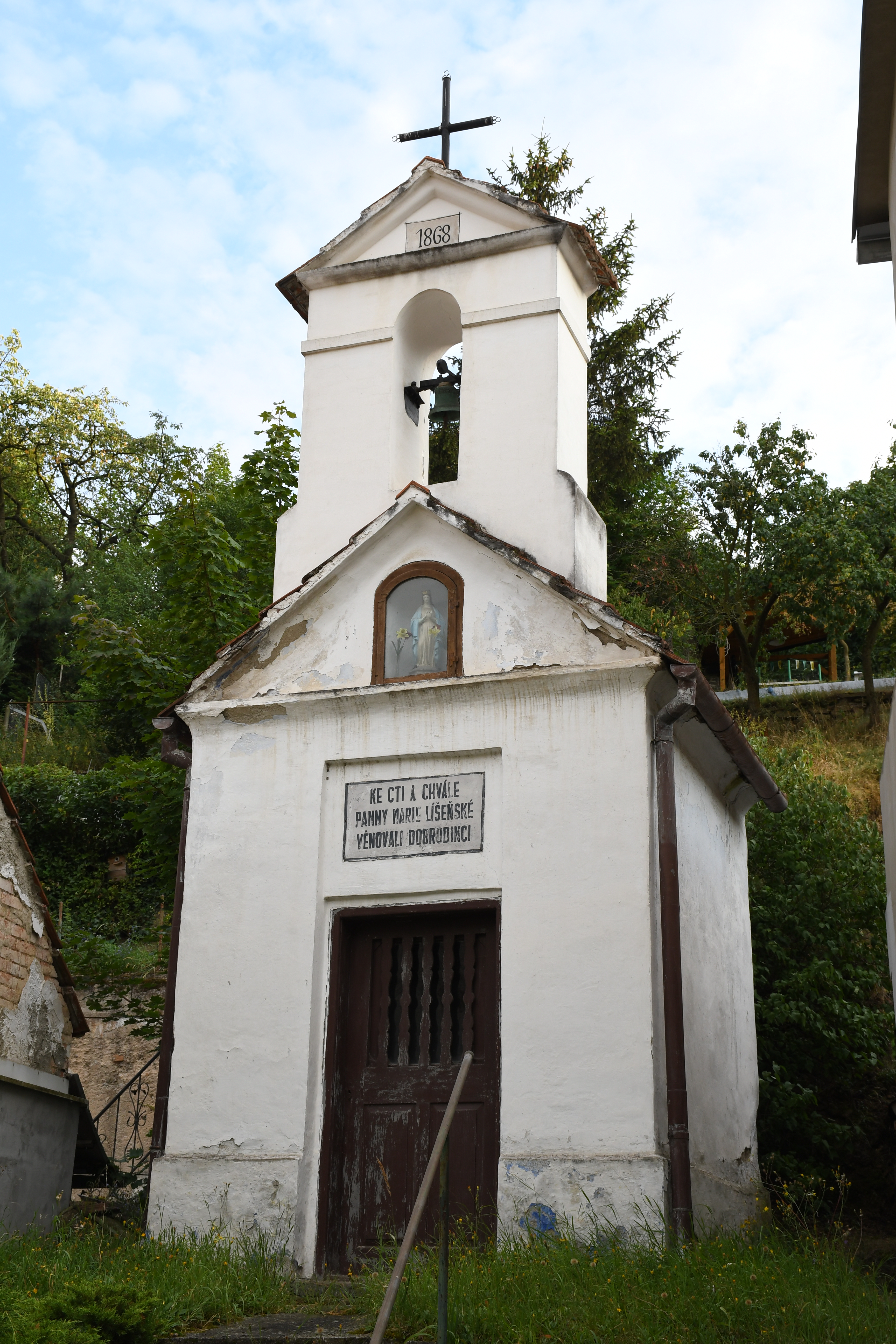
Kaplička v roce 2018

## Historie kapličky
Kaple byla postavena v osadě, která nesla jméno Kůlna. Materiál na stavbu poskytla hraběnka Marie Belcredi. Kůlna byla svým způsobem oddělená od Líšně, žila svým životem. Bydleli v ní hlavně zaměstnanci místní cihelny. Kůlna měla svoje pekařství, řeznictví, hospodu a také kapličku. Zvon vyzváněl ranní a večerní klekání, vyhlašoval poledne a také úmrtí obyvatel Kůlny. Vždy nejbližší neděli po Narození Panny Marie šlo ke kapličce procesí Líšňáků. Před kapličkou byla sloužená mše svatá. Tato tradice se držela až do roku 1959, kdy ji však komunisté zakázali. Tradice poutí nebyla po roce 1989 obnovena. Na kapličku se pozapomnělo a tak dlouhá léta chátrala.

## Současnost kapličky
Kaplička byla opravena na jaře roku 2020 líšeňskou farností a za pomoci místních obyvatel. Byla vyměněna střecha. Kaple byla odizolována proti vlhkosti, nově omítnuta a bylo opraveno schodiště. Na střechu věžičky byl umístěn nový kříž a do výklenku byla usazena nová soška Panny Marie Královny.

## Významnost kapličky
Kaplička je kulturní památkou České republiky a je evidována v Ústředním seznamu kulturních památek pod rejstříkovým číslem  46639/7-308. V seznamu má tento popis: Do roku 1868 datovaný drobný sakrální objekt výrazně situovaný na návrší přístupném schodištěm představuje hodnotnou architektonickou památku výrazně se uplatňující v okolní zástavbě venkovského charakteru. Památkově chráněná je od 23. března 1964.